# Neverland (альбом Night Ranger)
Neverland — седьмой студийный альбом американской рок-группы Night Ranger, изданный в 1997 году. 
Альбом был записан в полном составе группы 1980-х годов, вернулся и Алан Фитцджеральд, покинувший группу в 1988 году.

## Список композиций
1. «Forever All Over Again» (Блэйдс/Чак Кэннон) — 4:59
2. «Neverland» (Блэйдс/Дин Грэкал/Марк Хандсон) — 3:41
3. «As Always I Remain» (Блэйдс/Гиллис/Киги) — 4:35
4. «Someday I Will» (Блэйдс/Гэри. С. Барр/Киги) — 4:16
5. «My Elusive Mind» (Блэйдс/Пэт Макдональд/Марк Эдвард/ К. Невин) — 3:56
6. «New York Time» (Уотсон/Блэйдс/Киги) — 4:40
7. «Walk in the Future» (Блэйдс/Киги) — 4:01
8. «Slap Like Being Born» (Блэйдс/Барр/Киги) — 3:55
9. «Sunday Morning» (Уотсон/Блэйдс) — 4:56
10. «Anything for You» (Блэйдс/Киги) — 4:29
11. «I Don’t Call This Love» (Блэйдс) — 4:09

## Участники записи
- Джек Блэйдс — бас-гитара, вокал
- Брэд Гиллис — гитара, бэк-вокал
- Алан Фитцджеральд — клавишные
- Келли Киги — ударные, вокал
- Джефф Уотсон — гитара, бэк-вокал